# Can Carreter Vinyoles
Can Carreter Vinyoles és una masia del municipi d'Aiguaviva (Gironès). Està situada a la zona dels Rajolers, actualment a pocs metres de la pista de l'Aeroport de Girona - Costa Brava. És una obra inclosa en l'Inventari del Patrimoni Arquitectònic de Catalunya.

## Descripció
L'actual edificació ve marcada per les darreres obres de conservació i condicionament que es van dur a terme al voltant del 1948, en què respectant la configuració interior es van alterar les obertures de façana i fins i tot retirar els marc de pedra que resten hora d'ara disperses per l'era. Encara podem veure la típica tipologia de tres cossos i el vessant del teulat als laterals de la façana principal.